# Экономика развития (журнал)
«Экономика развития» (укр. «Економіка розвитку») — международный реферируемый научный экономический журнал, издаваемый Харьковским национальный экономическим университетом с марта 2002 года. Выходит ежеквартально. Главный редактор — доктор экономических наук, профессор Владимир Пономаренко. С 2002 года журнал входит в перечень изданий ВАК Украины.

## Проблематика
Специализируется на статьях, содержащих изложение результатов научных исследований и обзоры по наиболее актуальным проблемам экономической теории, экономики предприятия и управления производством, размещения продуктивных сил и региональной экономики, математических методов и информационных систем в экономике.
Согласно концепции журнала, он предназначен для публикации оригинальных, инновационных, современных и высококачественных научных статей при широком спектре охвата проблем, связанных с обеспечением опережающего роста мировой экономики и национальной экономики Украины. Журнал позиционирует своё предназначение в обеспечении эффективной теоретико-методологической поддержки устойчивого развития субъектов хозяйствования и распространения адресованной читателю информации.

## Структура
Журнал содержит разделы:
- Экономическая теория
- Экономика предприятия
- Региональная экономика
- Менеджмент
- Маркетинг
- Бизнес и предпринимательство
- Финансы
- Учёт и аудит
- Информационные системы в экономике
- Статистика
- Экономико-математическое моделирование
- Демография
- Экономика труда
- Социальная политика

## Редакционная коллегия
Редакционная коллегия журнала состоит из следующих специалистов:
Владимир Пономаренко — главный редактор, ректор ХНЭУ
Андрей Пилипенко — заместитель главного редактора, заведующий кафедрой бухгалтерского учета ХНЭУ;
Любовь Седова — ответственный секретарь, директор издательства ХНЭУ
Николай Афанасьев, проректор по научно-педагогической работе ХНЭУ
Наталья Внукова, доктор экономических наук;
Валентина Гринёва, доктор экономических наук;
Лариса Дикань, кандидат экономических наук;
Майя Доронина, доктор экономических наук;;
Юрий Иванов, доктор экономических наук;
Николай Кизим, доктор экономических наук;
Тамара Клебанова, доктор экономических наук;
Ольга Козьменко, доктор экономических наук;
Вадим Криворотов, доктор экономических наук;
Виктор Левыкин, доктор технических наук;
Лариса Лутай, доктор экономических наук;
Людмила Михайловна, доктор экономических наук;
Галина Назарова, доктор экономических наук;
Орлов, Пётр Аркадьевич, доктор экономических наук;
Александр Попов, доктор экономических наук;
Александр Пушкарь, доктор экономических наук;
Наталья Чухрай, доктор экономических наук;
Елена Ястремская, доктор экономических наук;
Chauchat Jean-Hugues, Лион, Франция;
Solarz Jan Krzysztof, Польша;
Wackowski Kazimierz, Польша;
Zehetner Andreas, Австрия.